# Hot Gun Town
Hot Gun Town war ein regional bekannter deutscher Westernpark in Grafrath bei München. Der Freizeitpark wurde 1971 vom Unternehmer Toni „Anthony“ Lötschert eröffnet und bestand bis zum Sommer 1973, als er durch einen Großbrand vollständig vernichtet wurde.

## Geschichte
Toni Lötschert, ein ehemaliger Schlachter aus Koblenz, hatte bereits zehn Jahre zuvor auf einem 48.000 Quadratmeter großen Gelände nordwestlich des Bahnhofs Grafrath mit dem sogenannten Märchenwald einen sehr erfolgreichen Kinderpark begründet, in dem in 17 Häusern Szenen aus den Märchen der Gebrüder Grimm gezeigt wurden und in dem es Spielplätze, eine Kindereisenbahn und weitere Attraktionen gab. 1966 pachtete Lötschert für einen Zins von jährlich 20.000 Mark mit Unterstützung des damaligen Landwirtschaftsministers Alois Hundhammer und gegen den Widerstand der lokalen Behörden das angrenzende, außerhalb der damaligen Gemarkungen Wildenroth und Kottgeisering gelegene Waldgebiet von den Bayerischen Staatsforsten. Er errichtete dort für rund drei Millionen DM eine Westernstadt. Das 1971 eröffnete Hot Gun Town bestand aus 19 Holzgebäuden einer typischen Westernstadt, darunter ein Saloon, ein mexikanisches Restaurant, ein „Sheriff-Office“ mit Gefängniszellen, eine Schmiede, ein „Western-Store“, das Redaktionsgebäude der Frontier News und eine Kirche.
Der Freizeitpark wurde schnell zu einem beliebten regionalen Ausflugsziel, erfuhr aber Proteste und heftigen Widerstand der Anwohner, die sich zu einer Bürgerinitiative formierten. Es kam zu regelmäßigen Demonstrationen an den Zufahrtswegen. Für die täglichen stattfindenden Cowboy-Stunt-Shows wurde ein Schießverbot erwirkt. In der Nacht zum 10. Juli 1973 fiel Hot Gun Town schließlich einer Brandstiftung zum Opfer und wurde dabei zu zwei Dritteln zerstört. Die Täter, die das Feuer so gelegt haben, dass die Löschwasserzisternen blockiert waren, konnten nie ermittelt werden. Toni Lötschert meldete am 8. Februar 1974 sein Gewerbe bei der Gemeinde ab und verließ die Region. Die dampfbetriebene Westernlokomotive ("Lok 4" von Krauss Linz, Baujahr 1915) wurde 1974 an die Karl-May-Festspiele in Elspe, (Sauerland) verkauft, wo sie heute noch in Einsatz ist. Das Areal von Hot Gun Town wurde geräumt, teilweise aufgeforstet und ist heute überwiegend wieder ein unerschlossenes Waldgebiet. Der südliche Rand des Geländes ist seit 2022 ein Baugebiet.

## Trivia
- Hot Gun Town diente 1972 und 1973 als Kulisse für die vom ZDF produzierten 26-teilige TV-Serie Stadt ohne Sheriff unter der Regie von Rolf von Sydow mit Uwe Friedrichsen in der Hauptrolle.
- Toni Lötschert produzierte 1972 mit dem Country-Sänger Fred Rai eine Single mit den Songs "Hot Gun Town " und "Steppenreiter".[7]
- Zwischen 1987 und 1997 gab es mit No Name City in Poing eine weitere erfolgreiche Westernstadt im Großraum München.